# Benjamin Williams
Benjamin Williams, född 1 januari 1751 i Johnston County, North Carolina, död 20 juli 1814 i Moore County, North Carolina, var en amerikansk federalistisk politiker. Han var ledamot av USA:s representanthus 1793–1795 samt North Carolinas guvernör 1799–1802 och 1807–1808.
Williams var verksam som jordbrukare och deltog sedan i amerikanska revolutionskriget. Den 12 juli 1781 befordrades han till överste. Han tillträdde 1793 ämbetet som kongressledamot men ställde inte upp för en andra mandatperiod i representanthuset.
Williams efterträdde 1799 William Richardson Davie som guvernör och efterträddes 1802 av James Turner. Han tillträdde guvernörsämbetet på nytt år 1807 och efterträddes 1808 av David Stone.